# Oloroon
Een oloroon of ruimtehevelaar is in de Bommelsaga een fictief apparaat van Kwetal dat toegang kan geven tot een parallel universum. De oloroon is zo zwaar dat Kwetal het apparaat tijdens het "ipsen" tegen zijn zin ergens moet achterlaten, met soms onverwachte gevolgen.

## Voorkomen
Er zijn twee verhalen in de Bommelsaga, waarin de oloroon een rol speelt: De kwade inblazingen en De andere wereld.

### De kwade inblazingen
In het verhaal De kwade inblazingen trekken laat in de herfst de dwergen Coreander Hop en Kwetal van het Kleine Volkje naar het zuiden om te ipsen. Omdat Kwetal last heeft van zijn zware bepakking laat hij zijn "oloroon" achter bij een hokje met tuingereedschap van het kasteel Bommelstein. Het apparaat is per ongeluk ingeschakeld. Joost vindt in het schuurtje de toegang naar een vreemde wereld, waarvandaan een warm zonlicht naar binnen schijnt en hij uitkijkt over een onafzienbare vlakte met vreemde gewassen.

### De andere wereld
In het verhaal De andere wereld loopt breinbaas Kwetal al voor het twaalfde jaar te slepen met zijn oloroon, een ruimtehevelaar, die niet goed werkt en drie dagen achter loopt. Op aanraden van Lut Lierelij, een ander lid van het Kleine Volkje, gooit hij het apparaat in het Zompzwin in de Zwarte Bergen (ook wel genaamd het Zwarte Water), ongeveer 40km ten oosten van Rommeldam. De oloroon verdwijnt in het Zompzwin waardoor er een mist ontstaat met daarachter een onbekende wereld, die drie dagen voorloopt.